# Oospila curvimargo
Oospila curvimargo är en fjärilsart som beskrevs av Claude Herbulot 1991. Oospila curvimargo ingår i släktet Oospila och familjen mätare. Inga underarter finns listade i Catalogue of Life.